# Championnats d'Allemagne de course en montagne
Les championnats d'Allemagne de course en montagne sont organisés tous les ans par la Fédération allemande d'athlétisme et désignent les champions d'Allemagne de la catégorie.

## Histoire
Prévus le 3 octobre à Zell am Harmersbach, les championnats 2020 sont annulés en raison de la pandémie de Covid-19. L'événement n'est cependant pas annulé et accueille les championnats de Bade-Wurtemberg de trail à la place.

## Épreuves
Le parcours doit comporter moins de 20 % de route. Il doit mesurer entre 8 et 12 km et comporter au moins 800 m de dénivelé. La pente moyenne doit être d'environ 10 % mais ne doit pas excéder 25 %. Les passages plats ne doivent pas représenter plus de 20 % du parcours. Les parcours en boucle doivent mesurer entre 3 et 4 km et comprendre un dénivelé d'environ 200 m. Des exceptions nécessitent l'approbation de la commission de course à pied.
La course de montagne du Hochfelln a accueilli les championnats à cinq reprises en 1986, 1996, 2009, 2013 et 2014.

## Palmarès
| Édition | Date | Ville                                                     | Gagnant                                                   | Gagnante                                                  |
| ------- | ---- | --------------------------------------------------------- | --------------------------------------------------------- | --------------------------------------------------------- |
| 1re     | 1985 | Oberstaufen                                               | Peter Zipfel                                              | Christiane Fladt                                          |
| 2e      | 1986 | Bergen                                                    | Michael Scheytt                                           | Olivia Grüner                                             |
| 3e      | 1987 | Isny                                                      | Michael Scheytt                                           | Christiane Fladt                                          |
| 4e      | 1988 | Bühlertal                                                 | Charly Doll                                               | Birgit Lennartz                                           |
| 5e      | 1989 | Müllheim                                                  | Charly Doll                                               | Bernadette Hudy                                           |
| 6e      | 1990 | Isny                                                      | Wolfgang Münzel                                           | Birgit Lennartz                                           |
| 7e      | 1991 | Oberstdorf                                                | Dieter Ranftl                                             | Barbara Guericke                                          |
| 8e      | 1992 | Fribourg-en-Brisgau                                       | Guido Dold                                                | Bernadette Hudy                                           |
| 9e      | 1993 | Berchtesgaden                                             | Guido Dold                                                | Birgit Lennartz                                           |
| 10e     | 1994 | Fribourg-en-Brisgau                                       | Michael Scheytt                                           | Romy Lindner                                              |
| 11e     | 1995 | Beuren                                                    | Thomas Greger                                             | Gudrun de Pay                                             |
| 12e     | 1996 | Bergen                                                    | Guido Dold                                                | Johanna Baumgartner                                       |
| 13e     | 1997 | Bühlertal                                                 | Thomas Greger                                             | Johanna Baumgartner                                       |
| 14e     | 1998 | Oberstdorf                                                | Eckhard Wagner                                            | Romy Lindner                                              |
| 15e     | 1999 | Fribourg-en-Brisgau                                       | Stefan Wohllebe                                           | Johanna Baumgartner                                       |
| 16e     | 2000 | Piding                                                    | Thomas Greger                                             | Birgit Sonntag                                            |
| 17e     | 2001 | Lauf                                                      | Thomas Greger                                             | Stefanie Buss                                             |
| 18e     | 2002 | Zell am Harmersbach                                       | Thomas Greger                                             | Claudia Lokar                                             |
| 29e     | 2003 | Berchtesgaden                                             | Helmut Schießl                                            | Stefanie Buss                                             |
| 20e     | 2004 | Oberstaufen                                               | Helmut Schießl                                            | Stefanie Buss                                             |
| 21e     | 2005 | Zell am Harmersbach                                       | Helmut Schießl                                            | Stefanie Buss                                             |
| 22e     | 2006 | Schwangau                                                 | Helmut Schießl                                            | Anja Carlsohn                                             |
| 23e     | 2007 | Müllheim                                                  | Thomas Greger                                             | Carmen Siewert                                            |
| 24e     | 2008 | Mittenwald                                                | Timo Zeiler                                               | Marie-Luise Heilig-Duventäster                            |
| 25e     | 2009 | Bergen                                                    | Timo Zeiler                                               | Lisa Reisinger                                            |
| 26e     | 2010 | Müllheim                                                  | Timo Zeiler                                               | Lisa Reisinger                                            |
| 27e     | 2011 | Oberstdorf                                                | Timo Zeiler                                               | Lisa Reisinger                                            |
| 28e     | 2012 | Zell am Harmersbach                                       | Timo Zeiler                                               | Melanie Weiß                                              |
| 29e     | 2013 | Bergen                                                    | Anton Palzer                                              | Birgit Unterberger                                        |
| 30e     | 2014 | Bergen                                                    | Stefan Hubert                                             | Julia Viellehner                                          |
| 31e     | 2015 | Bühlertal                                                 | Joseph Katib                                              | Tina Fischl                                               |
| 32e     | 2016 | Schwangau                                                 | Toni Lauterbacher                                         | Michelle Maier                                            |
| 33e     | 2017 | Bayerisch Eisenstein                                      | Maximilian Zeus                                           | Sarah Kistner                                             |
| 34e     | 2018 | Ilsenburg                                                 | Maximilian Zeus                                           | Lisa Oed                                                  |
| 35e     | 2019 | Breitungen                                                | Simon Boch                                                | Kerstin Bertsch                                           |
| -       | 2020 | Championnats annulés en raison de la pandémie de Covid-19 | Championnats annulés en raison de la pandémie de Covid-19 | Championnats annulés en raison de la pandémie de Covid-19 |
| 36e     | 2021 | Bad Kohlgrub                                              | Maximilian Zeus                                           | Laura Hottenrott                                          |
| 37e     | 2022 | Schönau am Königssee                                      | Julius Ott                                                | Laura Hottenrott                                          |
| 38e     | 2023 | Bühlertal                                                 | Lukas Ehrle                                               | Laura Hottenrott                                          |
| 39e     | 2024 | Zell am Harmersbach                                       | Lukas Ehrle                                               | Hanna Gröber                                              |
| 40e     | 2025 | Oberstdorf                                                | Lukas Ehrle                                               | Nina Engelhard                                            |